# 橘御井子
橘 御井子（たちばな の みいこ、生没年不詳）は、平安時代初期の女官。父は左中弁橘入居。逸勢・永名・永継・田村子（桓武天皇宮人）らの姉妹で、檀林皇后橘嘉智子（嵯峨天皇皇后）の従姉妹。桓武天皇の女御となり、賀楽内親王・菅原内親王の母となった。
弘仁6年（815年）7月従四位下に叙され、仁明天皇の代になった嘉祥2年（849年）閏12月に従三位となった。